# 사사가촌 (나가노현)
사사가촌(笹賀村)은 나가노현 히가시치쿠마군에  존재했던 촌이다.  (1889년 4월 1일 - ) 1954년 8월 1일, 쇼와 대합병에 의해 마쓰모토시에 편입되었다.

## 지리
남북으로 길게 뻗은 촌이다. 최저 고도와 최고 고도의 차이가 44m에 불과한 평탄한 촌이었다.

## 역사
- 1889년 4월 1일 - 정촌제 시행에 의해 5개 촌의 구역을 확장해 히가시치쿠마군 간바야시촌이 성립하였다.
- 1954년 8월 1일 - 마쓰모토시에 편입되어 동일 간바야시촌은 폐지되었다.